# Alopecosa ovalis
Espèce
Alopecosa ovalis est une espèce d'araignées aranéomorphes de la famille des Lycosidae.

## Distribution
Cette espèce est endémique de Mongolie-Intérieure en Chine,. Elle se rencontre dans le Laotoushan.

## Description
Les mâles mesurent de 7,69 à 7,94 mm et les femelles de 8,44 à 9,19 mm.

## Publication originale
- Chen, Song & Gao, 2000 : Two new species of the genus Alopecosa Simon (Araneae: Lycosidae) from Inner Mongolia, China. Zoological Studies, vol. 39, no 2, p. 133-137 (texte intégral).